# Epirrhoe reducta
Epirrhoe reducta là một loài bướm đêm trong họ Geometridae.